# جون سيشولا
جون سيشولا (4 فبراير 1955 – 1 أكتوبر 1994) هو ملاكم زامبي راحل، مثّل بلاده في الألعاب الأولمبية الصيفية 1976.

## روابط خارجية
جون سيشولا على موقع بوكس ريك (الإنجليزية) (registration required)
- جون سيشولا على موقع أوليمبيديا (الإنجليزية)
- جون سيشولا على موقع اتحاد ألعاب الكومنولث (مؤرشف) (الإنجليزية)